# Yangban
 (avril 2023).
Si vous disposez d'ouvrages ou d'articles de référence ou si vous connaissez des sites web de qualité traitant du thème abordé ici, merci de compléter l'article en donnant les références utiles à sa vérifiabilité et en les liant à la section « Notes et références ».

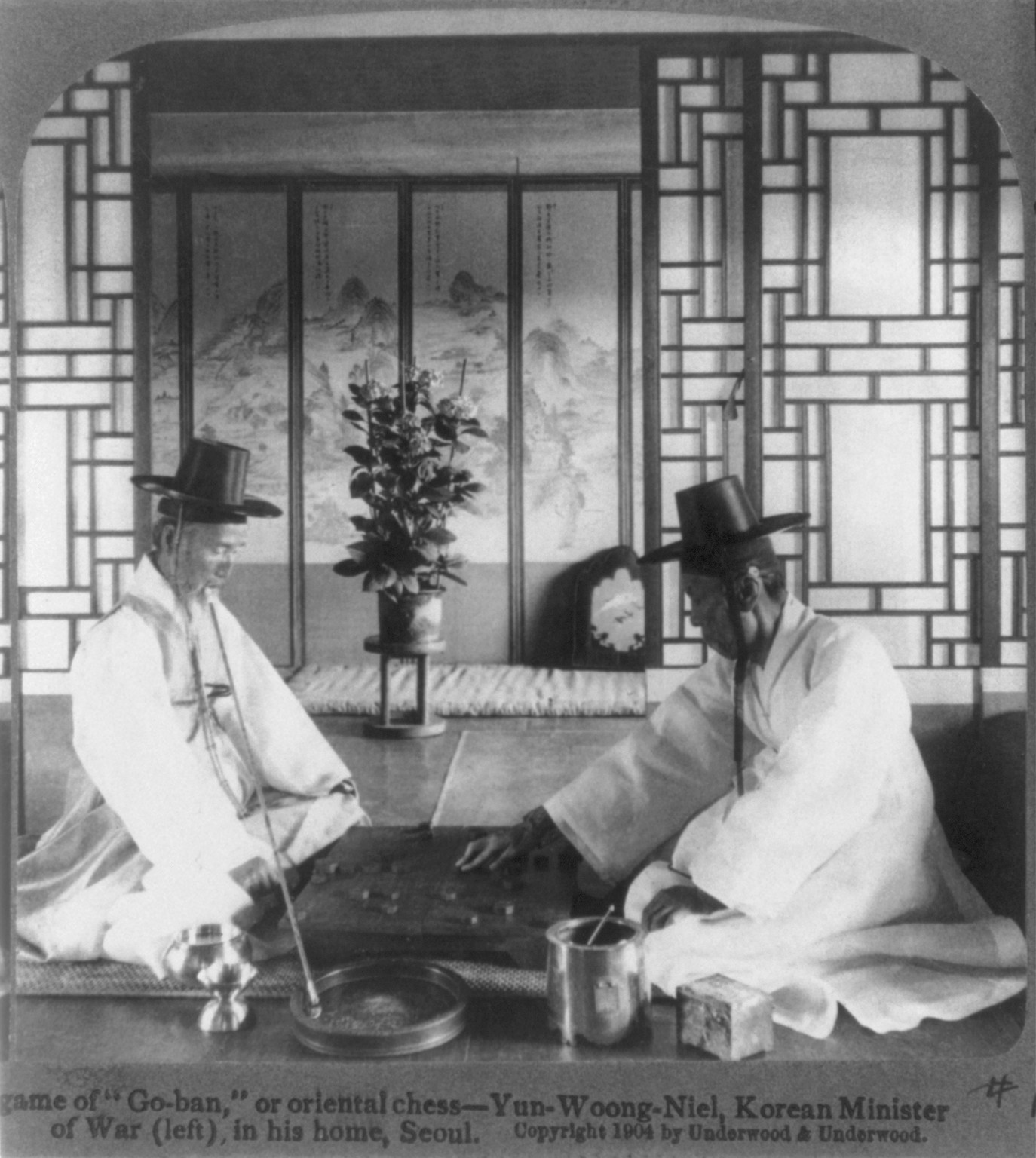
Deux Ryangban jouent au Janggi, une sorte d'échecs est-asiatique qui ressemble beaucoup au xiangqi de Chine. Celui de gauche (Yun Ung-Ryeol) fume une cigarette coréenne.

Les yangban (hangeul : 양반 ; hanja : 兩班, historiquement 량반 ryangban) constituaient une classe sociale en Corée jusqu'en 1910 et l'annexion de la Corée par le Japon. Elle se composait d'hommes éduqués selon l'idéal confucéen. Le mot yangban (littéralement : les deux classes) réfère aux deux enseignements professés aux yangban en devenir : l'enseignement littéraire (munban) et l'enseignement martial (muban). Cette classe sociale équivaut pour la France à la haute bourgeoisie d'ancien régime.

## Histoire
Les yangban étaient l'équivalent, dans la dynastie Joseon (1392-1910), des anciens nobles Koryo ayant reçu les enseignements confucéens et bouddhistes. La succession des généraux durant la dynastie Joseon et les nombreuses luttes de factions ayant marqué cette époque laissaient un besoin d'installer une administration mieux organisée dans toute la Corée, et une nécessité de créer un nouvel ordre de fonctionnaires, plus instruits, élevés par un système d'éducation nouveau qui voit le jour sous la dynastie Song, le système d'examination de service civil. Les yangban furent en fait inspirés par le modèle de la bureaucratie chinoise durant la dynastie Song.

### Admissions
Un individu pouvait devenir yangban en réussissant les concours, ses résultats déterminant son rang dans l'administration. Mais en pratique, c'était surtout les gens nantis, ou qui connaissaient les personnes influentes, qui pouvaient espérer être reçus dans l'administration. Vers la fin de la dynastie Joseon, les tests étaient même dirigés de manière à favoriser les fils de familles aisées et les fils de yangban.

### Privilèges
Les yangban ont dominé la cour royale et militaire durant avant l'époque contemporaine de la Corée. Ils étaient souvent exemptés de certains impôts et pouvaient se soustraire à certaines lois.

### Naissance et développement de la corruption
Si le système yangban était relativement exempt de corruption au début de la dynastie, le système commença à éprouver des ratés après le conflit avec le Japon connu sous le nom de guerre de Sept Ans, alors que l'économie coréenne se mit à péricliter. En 1777, la population coréenne était de 18,04 millions. En 1877 : 18,69 millions. En 1910 :  13,13 millions. Et en 1942, après son annexion par le Japon, les coréens étaient au nombre de 25,53 millions. La décroissance démographique était due aux erreurs répétées des yangban et à l'absence d'infrastructures économiques en Corée, y causant d'importantes famines.
Il était courant pour un yangban de recevoir des pots-de-vin ou une rémunération en échange de places avantageuses au sein des cours royale ou militaire. Des yangban corrompus allaient jusqu'à imposer aux propriétaires terriens et aux paysans des impôts aux montants ridiculement élevés, sachant pertinemment que ceux-ci seraient incapables de s'acquitter de ces sommes, créant ainsi un prétexte pour confisquer les terres et se les approprier. L'esclavage était légal sous la dynastie Joseon.

### Prestige en Corée du Sud
Dans la Corée du Sud actuelle, les yangban ne possèdent plus aucun avantage, mais plusieurs tirent une fierté de compter des yangban parmi ses ancêtres. Les ancêtres yangban peuvent être retracés en consultant le jokbo, un registre des ancêtres qui se transmet traditionnellement du père de famille au fils aîné, de génération en génération. Le jokbo est l'équivalent coréen des arbres généalogiques que l'on retrouve dans les cultures occidentales.